# Samborondón
Samborondón  est une ville de l’Équateur et le chef-lieu du canton de Samborondón, dans la province du Guayas. 